# پانتزبری
پانتزبری (به انگلیسی: Pontesbury) یک روستا و محله مدنی در بریتانیا است که در Shropshire واقع شده‌است. پانتزبری ۳٬۲۲۷ نفر جمعیت دارد.